# Matt Stone
Matthew Richard "Matt" Stone (născut pe 26 mai 1971) este un scenarist, producător, artist vocal, muzician și actor american cunsocut în special ca și co-creator al serialului animat South Park alături de partenerul său de creație și cel mai bun prieten: Trey Parker.
Stone și-a început cariera în film în anul 1992 realizând un scurt metraj numit "Jesus vs. Frosty". Însă primul său succes a venit prin "Cannibal! The Musical". Apoi a realizat alt scurt metraj numit "Jesus vs. Santa". Filmul este important deoarece l-a determinat să creeze seria Tv animată "South Park" împreună cu Trey Parker. Serialul rulează la Tv de peste un deceniu. Matt Stone a primit trei premii Emmy pentru rolul său din South Park.
În South Park, Matt Stone interpretează următoarele personaje: Kyle Broflovski, Kenny McCormick and Butters Stotch, Gerald (tatăl lui Kyle), Stuart (tatăl lui Kenny). De asemenea, Matt Stone interpretează și vocile unor personaje secundare sau episodice precum Jimbo Kern, Jesus, Saddam Hussein, Big Gay Al, Pip, Terrance, Tweek, Craig Tucker, Father Maxi, Skeeter, Mr. Adler și Osama bin Laden.